# Samtgemeinde Lüchow
De Samtgemeinde Lüchow is een Samtgemeinde in de Duitse deelstaat Nedersaksen. Het is een samenwerkingsverband van twaalf gemeenten in het zuiden van Landkreis Lüchow-Dannenberg. Het bestuur is gevestigd in Lüchow (dependance te Clenze). 

## Deelnemende gemeenten
1. Bergen an der Dumme
2. Clenze
3. Küsten
4. Lemgow
5. Luckau
6. Lübbow
7. Lüchow
8. Schnega
9. Trebel
10. Waddeweitz
11. Woltersdorf
12. Wustrow

- Gemeinsame Normdatei: 4637650-1
- Virtual International Authority File: 233886792
- WorldCat: E39PBJt43YvGcqjcFF8yXFjpyd

Bergen an der Dumme · 
Clenze · 
Damnatz · 
Dannenberg · 
Gartow · 
Göhrde · 
Gorleben · 
Gusborn · 
Hitzacker · 
Höhbeck · 
Jameln · 
Karwitz · 
Küsten · 
Langendorf · 
Lemgow · 
Lübbow · 
Lüchow · 
Luckau · 
Neu Darchau · 
Prezelle · 
Schnackenburg · 
Schnega · 
Trebel · 
Waddeweitz · 
Woltersdorf · 
Wustrow · 
Zernien